# خيول ديوميديس

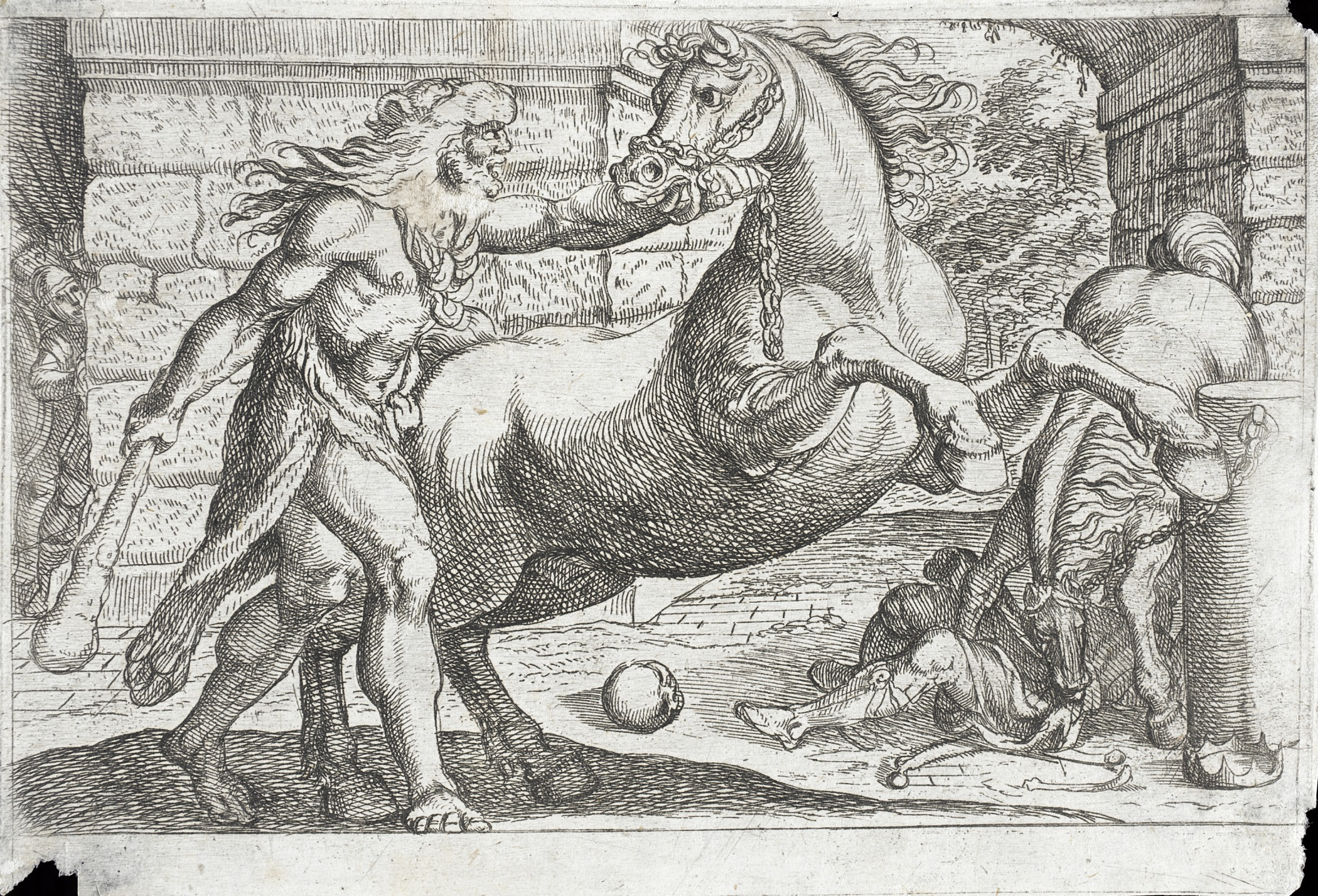
صورة تظهر هرقل وأفراس ديوميديس

خيول ديوميديس (باليونانية: Διομήδους ἵπποι)‏ هم أربعة خيول ذُكرت في الأساطير اليونانية. وهم معروفون بشكل أساسي في الأساطير التي نُسجت حول شخصية هرقل، حيث كان أَسْرُهم هو إنجازه الثامن.

## الأساطير
بحسب ما ذُكر في المثولوجيا اليونانية فهذه الخيول كانت مملوكة لديوميديس، ابن آريس (إله الحرب) وملك تراقيا. تعد هذه الخيول خيولًا مجنونة وعملاقة ولها فك نحاسي. تقول بعض المصادر أن هذه الخيول تنفث النارعندما تتنفس. وتُقيد الأفراس باستمرار بسلاسل حديدية بمذود من البرونز في مدينة تيريدا التي اختفت الآن وذلك بسب كونها خيول وحشية وتقتات على لحوم البشر. اعتاد مالكهم ديوميديس على أن يلقي لها بالضيوف أو الغرباء المتطفلين الذين يزورون الجزيرة لتتغذى عليهم. فاعتبرت هذه الخيول مصدر رعب لكل أهل تراقيا، وذكرت بعض المصادر أسماء تلك الخيول وهي بودارجوس (السريع)، لامبون (الساطع)، زانثوس (الأصفر) ودينوس أو داينوس (الرهيب). هناك أيضًا أسطورة مفادها أن خيول الإسكندر الأكبر تعد من سلالة هذه الخيول. حيث كان العمل الثامن لهرقل الذي أمره به يوريسيثوس ملك أرجوس أن يقوم بالأمساك بهذه الكائنات و يحضرها إلى أسوار طيبة.
في أحد الأساطير ذكر أن هرقل أخذ معه بعض رفاقه، وانطلق إلى تراقيا، حيث نجح بسهولة في هزم خدام ديوميديس وذلك للاستيلاء على الخيول. ثم كلف أحد خدامه وهو أبديرس الاهتمام بتلك الخيول ليهتم هو بمواجهة جيش الملك. وهُزم هرقل ورفاقه في البداية على يد جيوش ديوميديس بسبب كثرة عددهم. ومع ذلك، تمكن هرقل من عكس النتيجة. حيث أنه حفر خندقًا، وحمل الماء من البحر إلى السهل، مما أجبر الجنود على الفرار حتى لا يغرقوا. ثم جر ديوميديس إلى البحيرة التي شكلتها المياه وألقاه على الخيول لكي تأكله بعد أن علم أن الخيول التهمت خادمه أبديرس. أسس هرقل مدينة أبديرة بجوار قبر الأخير وذلك لتخليد ذكرى حبيبه الذي مات.
وفقًا لنسخة مختلفة من الأسطورة، عُرفت بنات ديوميديس على أنهن خيول (أفراس)، والتي كانت كذلك فإنها تعد قبيحة للغاية. أجبر ديوميديس الغرباء على مقابلتهن وقتلهم في النهاية.
في نسخة أخرى، ظل هرقل، الذي كان يزور الجزيرة، مستيقظًا حتى لا يموت على يد ديوميديس ورجاله في الليل، وقام بقطع السلاسل التي كانت تربط الخيول بمجرد أن تأكد من نوم الجميع. بعد أن أخاف الخيول سرعان ما حفر هيراكليس خندقًا عبر شبه الجزيرة، ملأه بالماء، وبالتالي تمكن من إغراق السهل المنخفض. عندما حاول ديوميديس ورجاله الفرار، قتلهم هرقل بفأس أو هراوة وقام برمي جسد الملك ديوميديس لهم ليهدأ من روعهم.
وفي نسخة أخرى مفادها أن هرقل قام بقتل ديوميديس أولاً ومن ثم قام باطعامه لأفراسه قبل أن يقوم بأسرهم فقط بعد أن أدرك رجاله أن ملكهم قد مات، هاجم رجال الملك هرقل ورفاقه لكن عند رؤيتهم للأفراس تتجه نحوهم في عربة يقودها أبديرس فروا.
في كل النسخ ذكر أن الخيول عندما قامت بالتهام ديوميديس هدئوا مما سمح لهرقل بتقيديهم وبعد ذلك سلم هرقل الخيول إلى يوريسيثوس، الذي أطلق سراحها في وقت لاحق، بعدما أن كُرِّست لأول مرة لهيرا، وأمر الملك يوريسيثوس أمر بأن تأخذ تلك الخيول إلى الأولمب كي يُضحى بها لزيوس ولكن زيوس رفض هذا وأرسل العديد من الوحوش لتأكل تلك الخيول. تسلقت الخيول جبل أوليمبوس والتهمتها الوحوش البرية. وذكر روجر لانسلين غرين في أحد كتاباته أن الإسكندر الأكبر كان يملك خيولاً وحشية مثل التي شاركت في حرب طروادة.

## روابط خارجية
- أعمال هرقل الأثني عشر
- عمل هرقل الثامن : خيول ديوميديس: مشروع بيرسيوس جامعة تافتس